# مین هیو-رین
مین هیو-رین (به انگلیسی: Min Hyo-rin)(زاده ۵ فوریه ۱۹۸۶) خواننده، مدل، بازیگر کره‌ای است.
او عضو گروه unnies است.
او در سال ۲۰۱۸ با taeyang عضو گروه بيگ بنگ ازدواج کرد و يك فرزند پسر دارد.